# Marat (Schiff)
Die Marat war ein ursprünglich als Petropawlowsk (Петропавловск) in Dienst gestelltes Schlachtschiff der Gangut-Klasse der russischen, später sowjetischen Marine. Es wurde zweimal versenkt und wieder gehoben und dreimal umbenannt. Die Schiffe ihrer Klasse, neben der Petropawlowsk und der Gangut noch die Sewastopol und die Poltawa, waren die ersten Dreadnoughts der zaristischen Marine.

## Geschichte
Die Kiellegung der Petropawlowsk fand am 20. Junijul. / 3. Juli 1909greg. statt. Am 9. September 1911 lief sie auf der Baltischen Werft in Sankt Petersburg vom Stapel. Die zaristische Marine übernahm sie am 3. November 1915.
Während des alliierten Interventionsfeldzuges im Kontext des Russischen Bürgerkriegs erhielt sie am 17. August 1919 in Kronstadt drei Torpedotreffer durch das britische Motortorpedoboot CMB 88 und sank im Flachwasser auf Grund. Nach der Bergung dauerte die Instandsetzung bis 1921.
Von Ende Februar bis zum 18. März 1921 wurde das Schiff zusammen mit der Sewastopol  von aufständischen Matrosen beim Kronstädter Matrosenaufstand besetzt. Am 8. März wurde der Angriff von 17.600 Soldaten der Roten Armee auf die Festung Kronstadt vom Feuer der beiden Schlachtschiffe, der Artillerie und der Maschinengewehre der Festung zurückgeschlagen, wobei etwa 80 Prozent der Angreifer den Tod fanden. Vor Beginn des zweiten Angriffs auf die Aufständischen in den Nachtstunden vom 16. zum 17. März wurde Kronstadt und das Schlachtschiff ununterbrochen mit Artillerie beschossen. Die Petropawlowsk wurde zudem in den Mittagsstunden des 17. März von 25 Flugzeugen der Roten Armee angegriffen. Nach der Reparatur der durch Fliegerbomben und Artilleriebeschuss hervorgerufenen Schäden am Schiff erfolgte die erneute Indienststellung am 31. Mai 1921 unter dem neuen Namen Marat (Марат), nach dem französischen Revolutionär Jean Paul Marat. Im Laufe seiner weiteren Dienstzeit wurde das Schiff noch mehrfach modernisiert.
Im Mai 1937 nahm die Marat an der internationalen Flottenschau in Spithead anlässlich der Krönungsfeierlichkeiten von König Georg VI. teil.

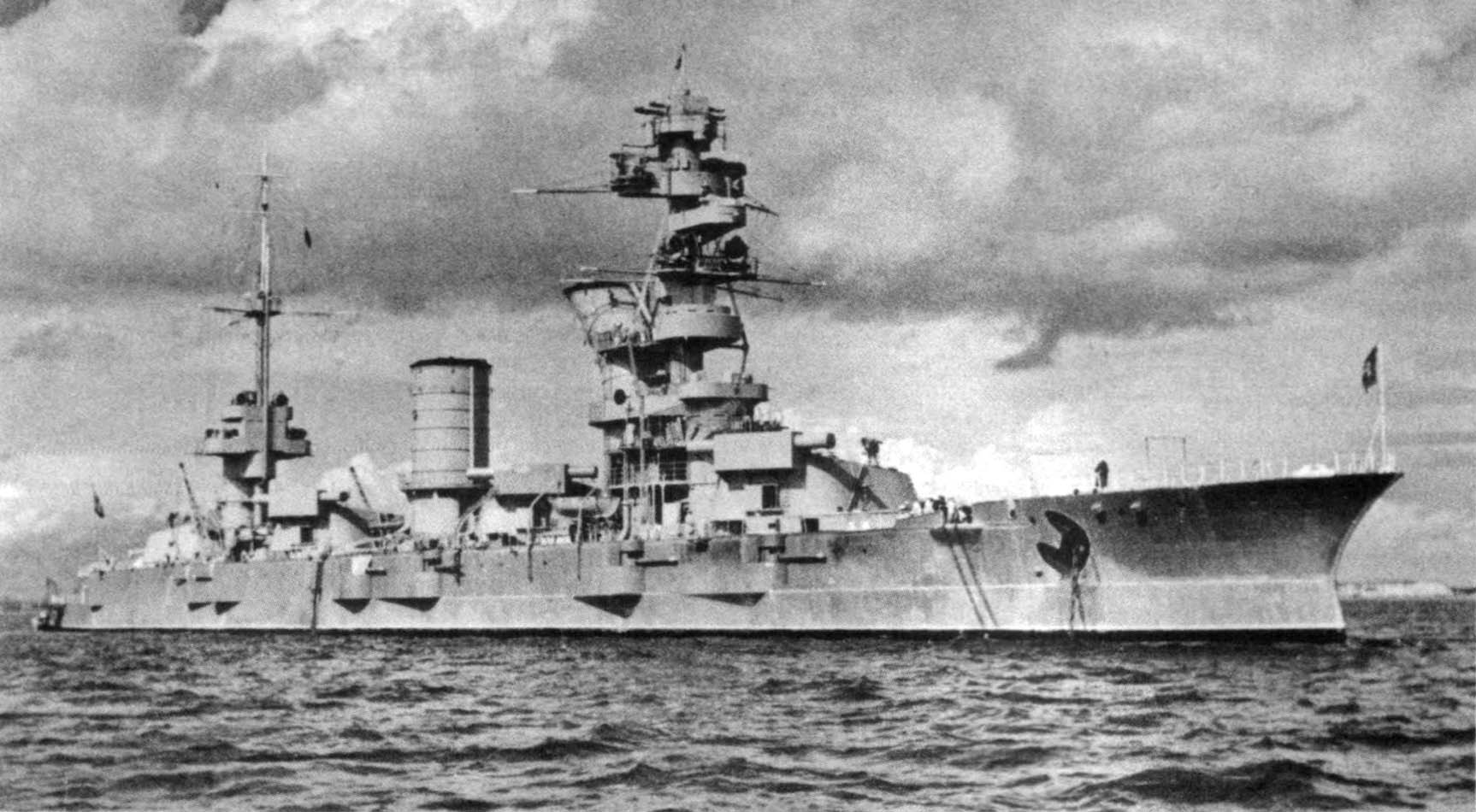
Das modernisierte Schlachtschiff Marat (ehemals Petropawlowsk) im Jahre 1939

Beim Angriff des Deutschen Reichs auf die Sowjetunion 1941 befand sich das Schiff in Kronstadt. Die Marat eröffnete am 8. September vom Leningrader Seekanal aus das Feuer auf Truppenstellungen der deutschen 18. Armee. Sie wurde am 16. September durch deutsche 15-Zentimeter-Geschütze leicht beschädigt.
Am 21. September 1941 griffen zwei Junkers Ju 87 des Sturzkampfgeschwaders 2 das Schiff an. Zwei fast gleichzeitige Einschläge von 1.000-Kilogramm-Bomben in der Nähe des vorderen Aufbaus verursachten eine Explosion des vorderen Magazins. Die Explosion zerstörte den Turm A und das Vorschiff. 326 Mann wurden getötet und das Schiff setzte in 11 Metern auf Grund. Ihr Untergang wird gemeinhin dem Stuka-Piloten Oberleutnant Hans-Ulrich Rudel von III./StG 2 zugeschrieben, aber Rudel warf nur eine der beiden Bomben ab. Trotz der massiven Schäden und seiner Immobilität war das Schiff noch als stationäre Batterie kampffähig und griff so in die Bodenkämpfe gegen die Wehrmacht ein, obwohl alle ihre 12,0-cm-Geschütze entfernt wurden. Anfangs waren nur die beiden hinteren Geschütztürme bedienbar, aber der zweite Turm auf dem Vorschiff wurde im Herbst 1942 repariert. Während der Belagerung Leningrads feuerte sie insgesamt 1.971 30,5-cm-Granaten ab.
Während der Leningrader Blockade wurde das Schiff, immer noch auf Grund liegend, am 31. Mai 1943 wieder in Petropawlowsk umbenannt. Erst im November 1950 wurde sie gehoben und unter dem neuen Namen Wolchow (Волхов) zum Artillerie-Übungsschiff ohne eigenen Antrieb umfunktioniert. Das Schiff wurde 1953 außer Dienst gestellt und abgewrackt.
Zwei Geschützrohre der Hauptbewaffnung wurden ab 1954 beim Wiederaufbau der Küstenbatterie Maxim Gorki I verwendet.